# Guto Nunes
Guto Nunes (Belém, 16 de outubro de 1979), nascido Augusto César Miranda Nunes, é um cineasta e documentarista brasileiro, focado na pesquisa da cultura popular marajoara.

## Biografia
Augusto César Miranda Nunes, conhecido como Guto Nunes, é graduado e licenciado em Artes Visuais e Tecnologia da Imagem; com especialização em Produção Cultural, Arte e Entretenimento; e mestrado em Comunicação, Linguagens e Cultura na Universidade da Amazônia (Unama).
Estreou na direção de documentários em 2013 com o filme "Mestre Damasceno - O Resplendor da Resistência Marajoara", abordando a vida e obra do artista brasileiro Mestre Damasceno, mestre de cultura popular do Marajó. Em seguida, produziu e dirigiu o curta “Sonora Pará - Mestre Damasceno, por Guto Nunes”, para a Rede Cultura de Televisão.
Em 2021, produziu e dirigiu o curta “A Lenda do Caraparu”, retratando histórias populares do município de Salvaterra, no Marajó. No mesmo ano, fez a produção fonográfica do álbum musical "Encontro D'água", de Mestre Damasceno e o Conjunto de Carimbó Nativos Marajoara.
Em 2022, produziu o clipe da música "Feira do Veropa" com gravação no Mercado Ver-o-Peso e também com algumas imagens de Salvaterra, através do edital "Preamar de Cultura e Arte 2022". Em janeiro de 2023, lançou o documentário “O Boi-Bumbá de Salvaterra e suas Comunidades Quilombolas”, produzido em Salvaterra. No mesmo ano, gravou o clipe da música Beleza Rara. Em setembro do mesmo ano, trabalhou como produtor fonográfico junto com Léo Chermont (produtor musical) no álbum "Búfalo-Bumbá", de Mestre Damasceno e o Conjunto de Carimbó Nativos Marajoara, através do edital brasileiro "Preamar de Cultura e Arte 2022". Já em novembro, foi o produtor fonográfico do álbum musical "Chegou Meu Boi", dos mesmos artistas marajoaras, novamente em parceria com o produtor musical Léo Chermont.
Em 2024, lançou o documentário "Cordão do Galo - Folguedo Popular do Pará (Documentário)", produzido e dirigido em Cachoeira do Arari.
Todos os documentários de Guto Nunes retratam a cultura popular do Estado do Pará, especificamente do Marajó, local com que tem ligação emocional desde que nasceu, pois era onde residiam os seus avós e, posteriormente, onde seus pais foram residir.

## Filmografia
A filmografia de Guto Nunes:
- 2007 -  Mestre Damasceno - Claro Curtas;
- 2013 - Mestre Damasceno - O Resplendor da Resistência Marajoara;[23]
- 2016 - Mestre Damasceno - Sonora Pará;[24]
- 2021 - A Lenda do Caraparu;
- 2022 - Mestre Damasceno - Feira do Veropa (direção e produção);[8][25]
- 2023 - O Boi-Bumbá de Salvaterra e suas Comunidades Quilombolas (Documentário);[26]
- 2023 - Mestre Damasceno - Beleza Rara (direção e produção);[8][27]
- 2024 - Cordão do Galo - Folguedo Popular do Pará (Documentário).[28]